# Орекијаци (Месина)
Орекијаци је насеље у Италији у округу Месина, региону Сицилија.
Према процени из 2011. у насељу је живело 171 становника. Насеље се налази на надморској висини од 131 м.